# IC 4383
IC 4383 ist eine Spiralgalaxie vom Hubble-Typ S im Sternbild Bärenhüter am Nordsternhimmel. Sie ist rund 235 Millionen Lichtjahre von der Milchstraße entfernt.
Das Objekt wurde am 26. Mai 1894 von Guillaume Bigourdan entdeckt.